# Fusa
Fusa é uma comuna da Noruega, com 378 km² de área e 3 709 habitantes (censo de 2005).         